# François Joseph Colins van Ham
François Joseph Philippe Léopold Colins graaf van Ham (Brugge, 18 juni 1754 - Brussel, 12 mei 1827), vaak aangeduid als graaf de Ham, was een Zuid-Nederlands landeigenaar, edelman, lokaal bestuurder en politicus.

## Geschiedenis
Pierre Colins werd in 1630 erkend in de erfelijke adel met de titel ridder, door koning Filips IV van Spanje. Charles Colins in 1650, Jacques Colins in 1651 en Maximilien Colins in 1654, kregen dezelfde erkenning en titel, vanwege dezelfde monarch.
In 1693 kreeg Philippe de Colins, heer van Waver, de titel baron vanwege koning Karel II van Spanje. In 1709 verleende koning Karel VI de titel graaf aan Adrien de Colins.
Jean-Guillaume de Colins kreeg in 1777 van keizerin Maria Theresia de titel baron. Colins was vrijgezel en het vooruitzicht was dat hij dit zou blijven, zodat bij de benoeming al toegezegd werd dat hij zijn titel kon overdragen aan een familielid van zijn keuze.

## Levensloop
François Joseph Philippe de Colins de Ham was een zoon van Antoine Colins, heer van Ham, kapitein in het regiment van de prins de Ligne, en van Marie-Françoise Colins.
Hij was landeigenaar en burgemeester van Bierges. Op 14 augustus 1815 zetelde hij als grondwetsnotabele en lid van de grondwetgevende vergadering voor het Verenigd Koninkrijk der Nederlanden. Aansluitend was hij van 1815 tot 1819 lid van de Tweede Kamer der Staten-Generaal voor de provincie Henegouwen, waar hij zich regeringsgezind opstelde.
In 1816 werd hij erkend in de erfelijke adel met de titel burggraaf en werd hij benoemd in de Ridderschap van Henegouwen. Op 16 oktober 1825 ontving hij de titel graaf, overgenomen van een uitgedoofde familietak. De beide titels waren overdraagbaar bij eerstgeboorte. Hij werd kamerheer van koning Willem I der Nederlanden. Hij was ridder in de Orde van de Nederlandse Leeuw.
Hij trouwde in 1790 met Anne-Catherine Parmentier (1767-1840). Hun twee zoons stierven in de wieg en hierdoor doofde de familie uit bij de dood van hun dochter Adelaïde in 1871.